# Heteranthia
Heteranthia, monotipski rod pomoćnica (Solanaceae) smješten u tribus Schwenckieae, dio novopriznate potporodice Petunioideae. Jedina vrsta je brazilski endem H. decipiens u državama Bahia i Minas Gerais. To je polugrm i uglavnom raste u sezonski suhom tropskom biomu.
Opisan je u Nova Acta Physico-medica Academiae Caesareae Leopoldino-Carolinae Naturae Curiosorum Exhibentia Ephemerides sive Observationes Historias et Experimenta 11(1): 41. 1823.

## Sinonimi
- Vrolikia Spreng. in Syst. Veg., ed. 16. 3: 149 (1826)
- Vrolikia polygaloides Spreng.; Syst. 3: 157 (1826)